# Milesina
Milesina es un género de foraminífero bentónico de la subfamilia Discorbinellinae, de la familia Discorbinellidae, de la superfamilia Discorbinelloidea, del suborden Rotaliina y del orden Rotaliida. Su especie tipo es Milesia differens. Su rango cronoestratigráfico abarca el Holoceno.

## Clasificación
Milesina incluye a las siguientes especies:
- Milesina differens
- Milesina grossepunctata
- Milesina splendida